# М'язова атрофія
М'язова атрофія — синдром, при якому потерпає м'язова система людини, що призводить до слабкості, стоншування і зменшення розмірів м'язових волокон та обсягу м'язової тканини, в окремих випадках аж до повного її зникнення, що призводить до часткового або повного паралічу. Атрофія м'язів виникає в результаті захворювання на деякі тяжкі хвороби, включаючи рак, СНІД, застійну серцеву недостатність, хронічне обструктивне захворювання легень, ниркову недостатність, тяжкі опіки тощо. Голодування з часом призводить до атрофії м'язів. Деякі захворювання нервової системи супроводжуються м'язовою атрофією як ведучими клінічним синдромом (хвороба Дежеріна — Сотта, атрофія Арана — Дюшена, атрофія Шарко — Марі тощо).

## Причини
- Зниження обміну речовин і старіння організму[2];
- Хронічні захворювання залоз внутрішньої секреції, кишок, шлунка, сполучної тканини;
- Інфекційні та паразитарні захворювання;
- Порушення нервової регуляції м'язового тонусу, пов'язаних з отруєннями, поліневритами та іншими факторами[3];
- Вроджена або набута недостатність ферментів.
- Розвивається також і після довгої нерухомості або при нерегулярних навантаженнях, наприклад після травм або нервово-м'язових захворювань[4], перебування в невагомості тощо.

## Патофізіологія
Ранньою ознакою розвитку хвороби є гомогенізація м'язового волокна й утворення вакуолей в результаті порушення колоїдної структури та зміни водного обміну м'язової тканини. Кількість м'язових волокон в м'язі поступово зменшується і замінюється сполучною і жировою тканиною, утворюючи псевдогіпертрофії. У кінцевій стадії в ряді м'язів розвивається склеротичний процес, що приводить до розвитку ретракцій і контрактур.
Маркером м'язової атрофії є білки убіквітинлігази TRIM63 та FBXO32.

## Первинна атрофія
Безпосереднє ураження лише м'язової тканини. Може бути обумовлюватися спадковістю, травмами, ударами, фізичним перенапруженням.
Хворий швидко стомлюється, тонус мускулатури постійно падає, іноді відзначаються мимовільні посмикування кінцівок, що свідчить про пошкодження рухових нейронів.

## Вторинна атрофія
Розвивається при ураженні клітин передніх рогів спинного мозку, корінців або периферичних нервів.

### Невральна міотрофія (атрофія Шарко— Марі)
Це деформацією стоп і гомілок. У хворих порушується хода, наприклад, коли при ходьбі людина високо підносить коліна. З часом рефлекси стоп повністю згасають, і хвороба поширюється на інші кінцівки.

### Прогресуюча атрофія Вердніга-Гофманна
Характеризується тяжким перебігом захворювання, яке найчастіше починається в ще ранньому дитинстві. Супроводжується фібрилярними посмикуваннями, різким зниженням м'язового тонусу, втратою сухожильних рефлексів.

### Атрофія Арана—Дюшена
Зустрічається лише у дорослих. Починається в дистальних відділах рук: атрофуються міжкісткові м'язи, м'язи піднесення мізинця і великого пальця. Сухожильні рефлекси зникають, але чутливість зберігається. Рука набуває характерного вигляду «мавпячої кисті». Процес атрофії прогресує, поширюючись спочатку на м'язи шиї, а потім і тулуба.

## Лікування
Медикаментозне
- динатрієва сіль аденозинтрифосфорної кислоти 1 % розчин по 1 — 2 мл внутрішньом'язово, на курс 30 ін'єкцій;
- вітамін В1 0,5-1 мл 5 % розчину внутрішньом'язово;
- вітамін В12 0,5-1 мл 0,01 % розчину через день внутрішньом'язово, на курс 15-20 ін'єкцій;
- вітамін Е по 1 чайній ложці 1-2 рази на день;
- галантамін 0,25 % розчин 0,3 — 1 мл підшкірно через день, на курс 10-15 ін'єкцій;
- всередину дибазол або оксазил з розрахунку 0,001 г на 1 рік життя дитини 1 раз на добу;
- прозерин 0,001 г на 1 рік життя дитини 1 раз на добу (дорослим — 0,015 г 2 — 3 рази на добу) перорально або підшкірно 0,05 % розчин 0,3 — 1 мл в залежності від віку, через день, 10-15 ін'єкцій.[1]

Застосовують також переливання крові (150—200 мл), електролікування та масаж.